# Шалаури (Телавский муниципалитет)
Шалаури (груз. შალაური) — село в Телавском муниципалитете Грузии, располагается в Алазанской долине.
Деревня входит в винодельческую базу вина Цинандали.